# Wilhelm Fürst (Archivar)
Wilhelm Fürst (* 29. September 1879 in Gräfenberg; † 10. Januar 1939 in Nürnberg) war ein deutscher Archivar.

## Leben und Wirken
Bis 1898 besuchte Wilhelm Fürst das Gymnasium in Schweinfurt. Anschließend studierte er Geschichte und Klassische Philologie an den Universitäten Erlangen und München. 1904 promovierte er an der Universität Erlangen. Bereits 1902 trat er in die Ausbildung für den höheren Archivdienst ein (Reichsarchiv bzw. Geheimes Staatsarchiv München) und legte 1906 die archivarische Staatsprüfung ab. Seine beruflichen Stationen waren dann das Kreisarchiv Nürnberg (1907 bis 1913), das Kreisarchiv München (1913 bis 1931, seit 1930 als Vorstand), das Hauptstaatsarchiv München (früher Reichsarchiv) sowie seit 1935 das Staatsarchiv Nürnberg, das er (als Staatsarchivdirektor) als Vorstand bis zu seinem Tod leitete.

## Schriften
- Suetons Verhältnis zu der Denkschrift des Augustus (Monumentum Ancyranum). Brügel, Ansbach 1904 (Dissertation Universität Erlangen).
- Der Prozeß gegen Nikolaus von Gülchen, Ratskonsulenten und Advokaten zu Nürnberg, 1605. In: Mitteilungen des Vereins für Geschichte der Stadt Nürnberg, Bd. 20 (1913), S. 132–174.
- Die reichsstädtischen Archive Bayerns im Zeitpunkt der Mediatisierung, mit besonderer Berücksichtigung des Regensburger Archivs. In: Korrespondenzblatt des Gesamtvereins der Deutschen Geschichts- und Alterthumsvereine, Bd. 73 (1925), Sp. 235–248.
- Das Archiv der Stadt Wunsiedel. In: Archivalische Zeitschrift, Bd. 39 (1930), S. 131–144.
- Zur Frage der archivarischen Fachausdrücke. In: Archivalische Zeitschrift, Bd. 39 (1930), S. 274–281.